# Rudi Lausarot
Rudi Pablo Lausarot Bobenrieth Colonia (Uruguay), 3 de abril de 1975) es un tirador uruguayo en la especialidad carabina de aire comprimido a 10 metros. Representa al club Sociedad Tiro Suizo, de Nueva Helvecia. Lausarot participó en los Juegos Olímpicos de Londres 2012 representando a su país.
Mejores actuaciones:
- 583 puntos en carabina de aire comprimido 10 metros (récord nacional)
- Campeón nacional 2010 y 2011 en carabina de aire comprimido y por equipos en carabina sport

Lausarot es ingeniero en computación, graduado por la Facultad de Ingeniería de la Universidad de la República.